# Christopher Hampton
Christopher James Hampton, CBE, FRSL (26 de gener de 1946) és un dramaturg, guionista, traductor i director de cinema britànic. És conegut per la seva adaptació teatral de la novel·la Les relacions perilloses, portada al cinema amb el mateix títol (1988). Posteriorment va escriure el guió per a l'adaptació de la novel·la d'Ian McEwan Expiació.

## Biografia
Hampton va néixer a l'illa Faial (Açores), fill de Dorothy Patience i Bernard Patrick Hampton, enginyer de telecomunicacions marí. El treball del pare va obligar la família a viatjar per les ciutats d'Aden i Alexandria a Egipte, Hong Kong i, més tard, Zanzíbar. Durant la Guerra del Sinaí de 1956, van fugir en secret, deixant enrere les seves possessions.
Després de realitzar la seva etapa escolar en Reigate (Surrey), Hampton va assistir a un internat en Lancing (Sussex Occidental). Va ser company de David Hare i alumne del poeta Harry Guest. Més tard, el 1964, va estudiar al New College (Oxford), on es va graduar el 1968.

## Carrera
Hampton es va aficionar al teatre mentre estudiava en la Universitat d'Oxford. Allí va col·laborar amb l'Oxford University Dramatic Society (OUDS) escrivint l'obra When Did You Last See My Mother?, una obra sobre l'homosexualitat adolescent, reflectint les seves pròpies experiències en Lancing. Hampton va enviar el treball a l'agent Peggy Ramsay, que li ho va mostrar a William Gaskill. L'obra es va representar en el Royal Court Theatre de Londres, i després en la Comedy Theatre. Hampton es va convertir en l'escriptor més jove del West End theater.
En 1988, Hampton va guanyar l'Oscar al millor guió adaptat per la pel·lícula Les amistats perilloses. També va ser nominat en 2007 pel guió de la pel·lícula Expiació, d'una novel·la de Ian McEwan.
Des de la dècada de 1990, Hampton és responsable de les traduccions a l'anglès de les dramaturgues franceses Yasmina Reza i Florian Zeller. Imagining Argentina (2003), una adaptaciñó de la novel·la de Lawrence Thornton, fou dirigida per Hampton i tracta sobre el règim de Leopoldo Galtieri. Segons Hampton, el període de la història argentina no havia inspirat abans obres narratives ni dramàtiques. "Vaig decidir fer alguna cosa que seria difícil finançar-me amb el temps, quan, per una vegada, m'havien bombardejat amb ofertes".

## Obres

### Teatre
- 1964 – When Did You Last See My Mother?
- 1967 – Total Eclipse
- 1969 – The Philanthropist
- 1973 – Savages
- 1975 – Treats
- 1984 – Tales From Hollywood
- 1991 – White Chameleon
- 1994 – Alice's Adventures Under Ground
- 2002 – The Talking Cure
- 2012 – Appomattox[7]

### Musicals (llibret i lletres)
- 1993 – Sunset Boulevard amb Don Black (llibret i lletres), per Andrew Lloyd Webber
- 2001 & 2004 – Dracula, The Musical amb Don Black (llibret i lletres), per Frank Wildhorn
- 2012 – Rebecca (Llibre i lletres, traduït de l'alemany)
- 2013 – Stephen Ward the Musical amb Don Black (llibre i lletres), per Andrew Lloyd Webber[8]

### Filmografia
- 1973 – Casa de nines (A Doll's House) (adaptació de l'obra de Henrik Ibsen dirigida per Patrick Garland)
- 1977 – Able's Will (guió; dirigida per Stephen Frears) per la BBC
- 1979 – Tales from the Vienna Woods (guionista, dirigida per Maximilian Schell)
- 1981 – The History Man (adaptació per la BBC de la novel·la de Malcolm Bradbury)
- 1983 – Beyond the Limit (guionista)
- 1984 – The Honorary Consul (adaptació de la novel·la de Graham Greene)
- 1986 – The Wolf at the Door (screenwriter)
- 1986 – Hotel du Lac (adaptació de la novel·la d'Anita Brookner)
- 1986 – The Good Father (guionista) basat en la novel·la de Peter Prince
- 1986 – Arriving Tuesday (productor)
- 1988 – Les amistats perilloses (guionista i coproductor) dirigida per Stephen Frears)
- 1989 – Tales from Hollywood (adaptació de la seva obra per la BBC)
- 1989 – The Ginger Tree (adaptació per la BBC de la novel·la d'Oswald Wynd)
- 1995 – Carrington (guionista/director)
- 1995 – Total Eclipse (autor/guionista/ actor: El Jutge) dirigida per Agnieszka Holland)
- 1996 – Mary Reilly (guionista) basada en la novel·la de Valerie Martin sobre la donzella del Dr. Jekyll, dirigida per Stephen Frears i protagonitzada per Julia Roberts i John Malkovich
- 1996 – L'agent secret (adaptador/ director, basada en la novel·la de Joseph Conrad)
- 2002 – L'americà impassible (adaptació de la novel·la de Graham Greene)
- 2003 – Imagining Argentina (guionista/ director)
- 2007 – Expiació (adaptació de la novel·la d'Ian McEwan)
- 2009 – Chéri (guionista)
- 2009 – Sunset Boulevard (llibre del musical, basat en la pel·lícula de Billy Wilder)
- 2011 – A Dangerous Method (autor/guionista) basat ec The Talking Cure de Hampton, adaptat del llibre de no ficció de John Kerr A Most Dangerous Method. Dirigida per David Cronenberg.
- 2012 – Ali and Nino (guionista) adaptada de la novel·la de Kurban Said Ali and Nino.
- 2013 - The Thirteenth Tale per la BBC
- 2013 - Adoration adaptació de la novel·la de Doris Lessing The Grandmothers: Four Short Novels

### Adaptacions
- 1977 – Tales from the Vienna Woods, Ödön von Horváth
- 1982 – The Portage to San Cristobal of A.H. de la novel·la de George Steiner
- 1983 – Tartuffe, Molière
- 1985 – Les Liaisons Dangereuses de la novel·la de Choderlos de Laclos per la Royal Shakespeare Company
- 1993 – Sunset Boulevard per Andrew Lloyd Webber
- 2001 & 2004 – Dracula, The Musical per Frank Wildhorn
- 2006 – Embers[4] de la novel·la de Sándor Márai
- 2009 – The Age of the Fish (Jugend ohne Gott) de la novel·la d'Ödön von Horváth per al Theater in der Josefstadt

### Librettos
- 2005 – Waiting for the Barbarians, música de Philip Glass
- 2007 – Appomattox, música de Philip Glass
- 2014 – The Trial, música de Philip Glass